# Stuart-Breitfußbeutelmaus

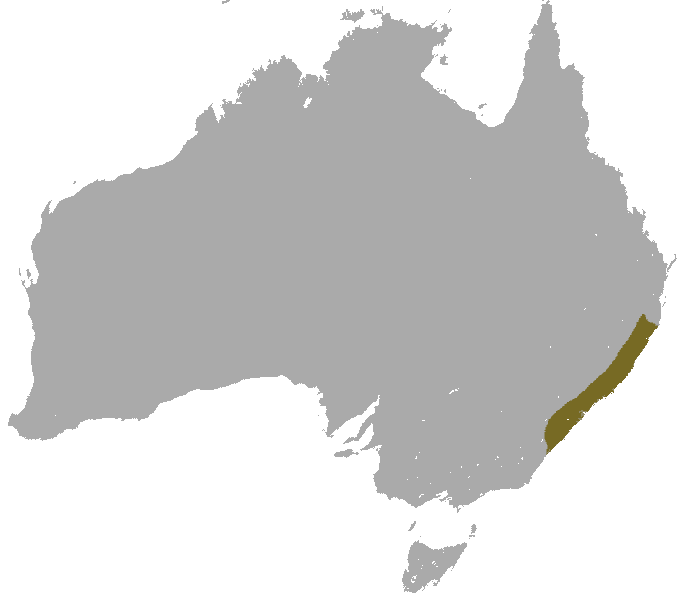
Verbreitungskarte der Stuart-Breitfußbeutelmaus

Die Stuart-Breitfußbeutelmaus (Antechinus stuartii) ist eine Beutelsäugerart aus der Gattung der Breitfußbeutelmäuse (Antechinus).

## Merkmale
Das Fell dieser Beutelmaus ist an der Oberseite graubraun gefärbt, die Unterseite ist heller. Diese Tiere erreichen eine Länge von 14 bis 25 Zentimetern, Männchen werden mit 35 Gramm schwerer als Weibchen, die 20 Gramm erreichen.

## Verbreitung und Lebensraum
Stuart-Breitfußbeutelmäuse leben im östlichen Australien, und zwar im südöstlichen Queensland und in New South Wales. Ihr Lebensraum sind vorrangig Wälder.

## Lebensweise
Diese Beutelmäuse sind nachtaktiv und leben vorwiegend am Boden, sie können aber auch gut klettern. Sie errichten Nester, die in den wärmeren Monaten allein und in der kühleren Zeit gemeinsam mit anderen Beutelmäusen genutzt werden. Sie ernähren sich vorwiegend von Insekten und anderen Wirbellosen, jagen aber auch kleinere Wirbeltiere.

## Fortpflanzung
Das Paarungsverhalten von Stuart-Breitfußbeutelmäusen weist einige Besonderheiten auf. Obwohl es sich um sehr kleine Säuger handelt, kommt es lediglich zu einer einzigen Reproduktionsphase pro Jahr. Diese findet bei allen Tieren synchron, innerhalb von zwei Wochen im August (australischer Winter) statt. Zu Beginn dieser Zeit versammeln sich die männlichen Breitfuß-Beutelmäuse in Nestern. Diese Nester werden dann von den Weibchen aufgesucht, die sich mit mehreren Männchen paaren. Da die Weibchen Spermatozoen im Eileiter speichern können, kann ein einziger Wurf von mehreren Vätern stammen. Direkt nach der Paarungszeit sterben alle Männchen, so dass die Populationen im folgenden Frühjahr ausschließlich aus trächtigen Weibchen bestehen. Nach einer 28-tägigen Trächtigkeit gebären alle Weibchen synchron ihre Jungen. Diese werden dann für weitere fünf bis sieben Wochen in der Bauchfalte, einem Rudiment des Beutels, getragen. Nach dieser Zeit werden die Jungtiere im Nest abgesetzt, aber nach wie vor gesäugt. Nach weiteren acht bis zehn Wochen wird der männliche Nachwuchs aus dem Nest vertrieben. Von den Muttertieren überleben lediglich 15 % bis zu einem zweiten Wurf, dieser ist dann aber kleiner als der erste.
Das generelle, synchrone Sterben der Männchen wird durch Stress direkt vor und während der Paarung ausgelöst.
Als Reaktion auf den andauernden Stress steigt der Kortikoidspiegel. Dieser wird normalerweise durch kortikoidbindende Globuline reguliert. Während der Paarungszeit ist aber auch der Androgenspiegel erhöht und dadurch der Pegel an  kortikoidbindenden Globulinen reduziert, was zu einem Anstieg biologisch aktiver, freier Kortikoide (Stresshormone) führt. Diese wiederum haben eine immunosuppressive Wirkung. Durch das Ausbleiben entzündungshemmender Reaktionen und eine reduzierte Bildung von Antikörpern kommt es zu einem Zusammenbruch des Immunsystems und in der Folge zum Tod durch Pathogene.

## Bedrohung
Die Stuart-Breitfußbeutelmaus wird von der IUCN als ungefährdet (least concern) gelistet.

## Benennung und Systematik
Die Stuart-Breitfußbeutelmaus wurde 1841 als dritte von allen Breitfuß-Beutelmäusen beschrieben. William Sharp Macleay benannte diese Art zu Ehren des Tiermalers James Stuart, der diese Breitfuß-Beutelmaus in South Cove im Jahre 1837 entdeckte, während er als Chirurg für eine Quarantänestation verantwortlich war.
Die Arten Antechinus agilis, Antechinus subtropicus und Antechinus adustus wurden früher mit dieser Beutelmaus zusammengefasst, gelten heute aber als eigenständig.